# Relais masculin de patinage de vitesse sur piste courte aux Jeux olympiques de 2022
Navigation
Pyeongchang 2018 Milan-Cortina 2026
Le relais masculin sur 5 000 mètres de patinage de vitesse sur piste courte aux Jeux olympiques de 2022 a lieu les 11 février 2022 et 16 février 2022 au Palais omnisports de la capitale de Pékin.

## Médaillés
| Or                                                                                   | Argent                                                                               | Bronze                                                                                    |
| Canada Charles Hamelin Steven Dubois Jordan Pierre-Gilles Pascal Dion (Maxime Laoun) | Corée du Sud Lee June-seo Kim Dong-wook Hwang Dae-heon Park Jang-hyuk (Kwak Yoon-gy) | Italie Andrea Cassinelli Luca Spechenhauser Tommaso Dotti Pietro Sighel (Yuri Confortola) |

## Résultats

### Demi-finales
| Rang | Poule | Pays         | Patineurs | Temps          | Notes |
| ---- | ----- | ------------ | --------- | -------------- | ----- |
| 1    | 1     | Canada       |           | 6 min 38 s 752 | QA    |
| 2    | 1     | Italie       |           | 6 min 38 s 899 | QA    |
| 3    | 1     | Japon        |           | 6 min 40 s 446 | QB    |
| 4    | 1     | Chine        |           | 6 min 51 s 040 | ADV A |
| 1    | 2     | Corée du Sud |           | 6 min 37 s 879 | QA    |
| 2    | 2     | ROC          |           | 6 min 37 s 925 | QA    |
| 3    | 2     | Pays-Bas     |           | 6 min 37 s 927 | QB    |
| 4    | 2     | Hongrie      |           | 6 min 45 s 172 | QB    |

### Finale B
| Rang | Pays     | Patineurs | Temps          | Notes |
| ---- | -------- | --------- | -------------- | ----- |
| 1    | Hongrie  |           | 6 min 39 s 713 |       |
| 2    | Pays-Bas |           | 6 min 39 s 780 |       |
| 3    | Japon    |           | 6 min 40 s 545 |       |

### Finale A
| Rang | Pays         | Patineurs                                                                          | Temps          | Notes |
| ---- | ------------ | ---------------------------------------------------------------------------------- | -------------- | ----- |
| 1    | Canada       | Charles Hamelin Steven Dubois Jordan Pierre-Gilles Pascal Dion (Maxime Laoun)      | 6 min 41 s 257 |       |
| 2    | Corée du Sud | Lee June-seo Kim Dong-wook Hwang Dae-heon Park Jang-hyuk (Kwak Yoon-gy)            | 6 min 41 s 679 |       |
| 3    | Italie       | Andrea Cassinelli Luca Spechenhauser Tommaso Dotti Pietro Sighel (Yuri Confortola) | 6 min 43 s 431 |       |
| 4    | ROC          |                                                                                    | 6 min 43 s 440 |       |
| 5    | Chine        |                                                                                    | chute          |       |